# Kantelbrug
De kantelbrug is een beweegbare brug die roteert om de x-as, dus haaks op de richting van de waterweg en horizontaal .
Van dit soort brug bestaan slechts drie voorbeelden, namelijk de Gateshead Millennium Bridge over de Tyne die Gateshead met Newcastle upon Tyne verbindt, de in 2011 gebouwde Scheepsdalebrug in Brugge en de eveneens in 2011 in werking gestelde Sint-Annabrug in Aalst.
De Scheepsdalebrug combineert het principe van de kantelbrug met dat van de rolbasculebrug. De brug is gemonteerd op twee hefarmen die op rails parallel met de vaarweg staan. Bij de opening van de brug rijden de hefarmen over deze rails waardoor het wegdek boven de vaarweg kantelt.
De Sint-Annabrug is eveneens op twee hefarmen parallel aan de vaarweg gemonteerd, maar deze zijn aan een vast scharnierpunt bevestigd dat zich enkele meters stroomafwaarts van het wegdek bevindt.

## Galerij

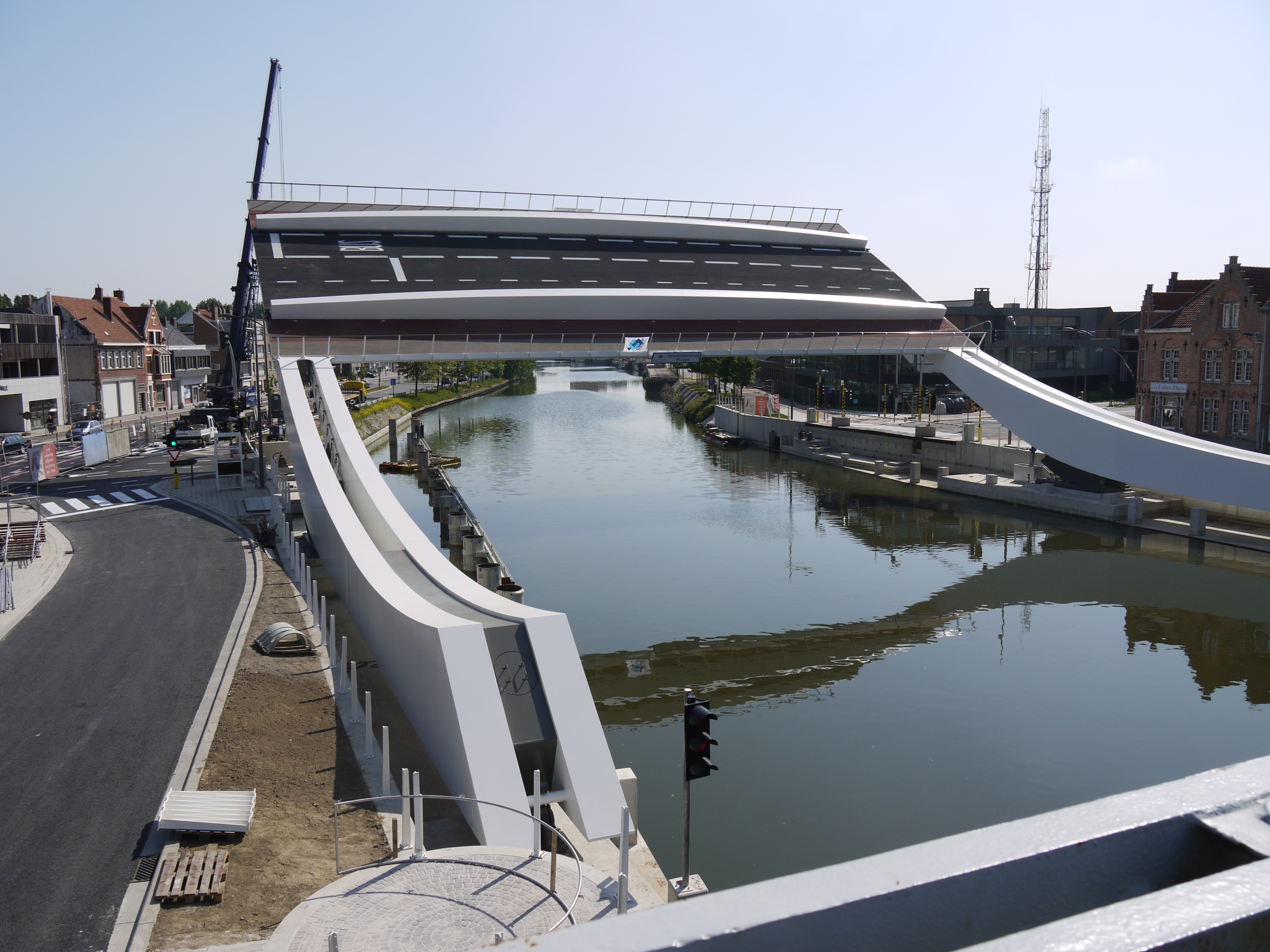
De Scheepsdalebrug in Brugge
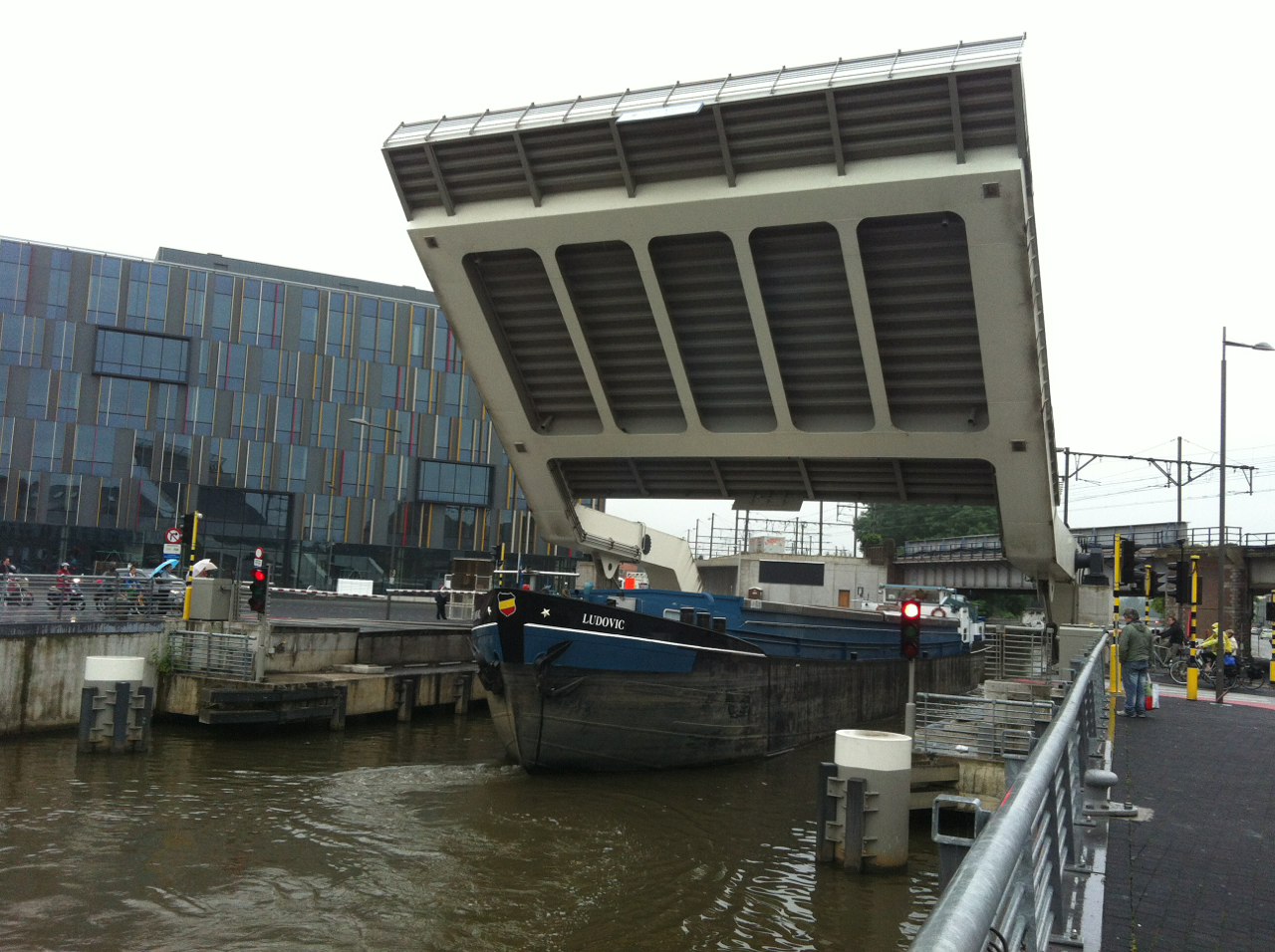
Sint-Annabrug in Aalst

afzinkbare brug · basculebrug · draaibrug · hefbrug · kantelbrug · kraanbrug · oorgatbrug · ophaalbrug · opkrulbare brug · opvouwbare brug · pontbrug · pontonbrug · rolbasculebrug · rolbrug · schipbrug · tafelbrug · valbrug · vliegtuigslurf · vlotbrug · zweefbrug